# Ernest Marshall Cowell
Sir Ernest Marshall Cowell, britanski general, * 1886, † 1971.